# 요괴체조 제2
〈요괴체조 2번〉(일본어: ようかい体操第二 요카이타이소다이니[*])는 Dream5의 14번째 싱글이다. 2015년 6월 17일에 에이벡스 뮤직 크리에이티브(FRAME 레이블)에사 발매됐다.

## 개요
- 타이틀곡은 12번째 싱글 〈요괴체조 1번〉과 13번째 싱글 〈딴단 두비 두바!〉에 이어서 애니메이션 《요괴워치》의 닫는 곡. 타마카와 모모나, 오하라 유노, 타카노 아키라가 대사를 말하는 장면이 있다.
- 커플링곡 〈흑백 가리지 않는 사랑도 있어〉는 Dream5 멤버인 히비 미코토의 솔로곡.
- 전작과 같이 레이블이 에이벡스 트랙스가 아닌 FRAME이다.
- 전국의 이토요카도 한정으로 이토요카도 한정반이 발매됐다.
- 애니메이션 《요괴워치》의 닫는 곡이며, 2015년 10월 3일에 방송됐던 《요괴워치 몽게 셀렉션즈라!》(妖怪ウォッチ もんげーセレクションズラ!)에서도 닫는 곡으로 사용되고 있다.

## 수록곡

### CD+DVD (초회생산반/통상반)
CD
1. 요괴체조 2번(ようかい体操第二)
  - 작사: 럭키 이케다, 타카기 타카시 / 작곡 · 편곡: 타카기 타카시
2. 흑백 가리지 않는 사랑도 있어(白黒つけない恋もある)
  - 작사: motsu, 타카기 타카시 / 작곡 · 편곡: 키쿠야 토모키
3. 요괴체조 2번 (오리지널 카라오케)
4. 흑백 가리지 않는 사랑도 있어 (오리지널 카라오케)

DVD
1. 요괴체조 2번 (뮤직비디오)
2. 요괴체조 2번 (애니메이션 엔딩 버전)
3. 요괴체조 2번 (안무 영상)
4. 요괴체조 2번 (안무 렉처 영상)

### CD
CD
1. 요괴체조 2번
2. 흑백 가리지 않는 사랑도 있어
3. 요괴체조 2번 (오리지널 카라오케)
4. 흑백 가리지 않는 사랑도 있어 (오리지널 카라오케)

### CD (이토요카도 한정반)
CD
1. 요괴체조 2번
2. 흑백 가리지 않는 사랑도 있어

- CD+DVD판/CD판 모두 초회특전으로 “데이터 카드 다스 요괴워치 친구 우키우키피디아 ‘코마상’[2]”(データカードダス 妖怪ウォッチ ともだちウキウキペディア『コマさん』)의 카드가 봉입되어있다.
- 이토요카도 한정반에는 봉입특전으로 Dream5 멤버의 트레이딩 카드(전체 13종)가 봉입되어있다.